# Agnes Windeck
Agnes Windeck, född 27 mars 1888 i Hamburg, Kejsardömet Tyskland, död 28 september 1975 i Västberlin, var en tysk skådespelare. Hon började uppträda som teaterskådespelare kring sekelskiftet 1900. Hon filmdebuterade 1939, men först efter andra världskrigets slut tog filmkarriären fart på allvar. Sin sista filmroll gjorde hon 1973 i Alter Kahn und junge Liebe.

## Filmografi, urval
- 1941 – U-båt västerut!
- 1942 – Ett möte i natten
- 1948 – Gatubekantskap
- 1956 – Flykten västerut
- 1957 – Fröken går i ringen
- 1958 – Tid att älska, dags att dö
- 1963 – Två ska man vara
- 1967 – Rheinsberg
- 1970 – Veteranligan